# 핌프리친치와드

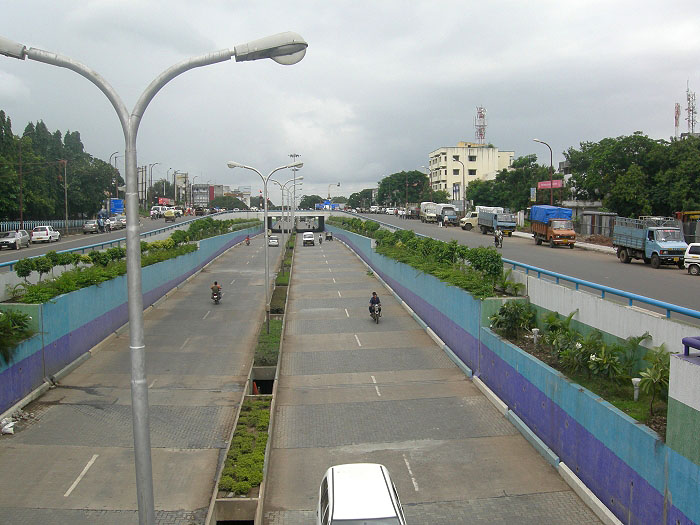

핌프리친치와드(Pimpri-Chinchwad, 마라티어: पिंपरी-चिंचवड)는 인도 마하라슈트라 주 푸네 구의 도시로, 인구는 1,006,417명(2001년 기준), 면적은 171.51km2이며 인구밀도는 5,868명/km2, 높이는 해발 530m이다.